# Efecto Hutchison
El efecto Hutchison es el supuesto descubrimiento revelado por el científico autodidacta canadiense John Hutchison, de ahí el epónimo del efecto. Según su descubridor, este efecto consiste en que mediante la manipulación de campos electromagnéticos se puede conseguir antigravedad  y fusión de metales., simplemente dirigiendo electricidad a los materiales; este descubrimiento tuvo lugar cuando trataba de replicar algunos de los experimentos de Nikola Tesla.
John Hutchison no goza de mucha credibilidad en el mundo científico, ya que la única prueba que aporta sobre ese supuesto fenómeno es un vídeo grabado en los años 80 en su laboratorio, (montado en su apartamento) y nunca más pudo replicar sus experimentos frente a cámaras independientes, puesto que a diferencia de cualquier científico normal, él no toma notas de sus experimentos, pues argumenta que confía en su intuición.
Alega que ha perdido algunos componentes esenciales en su laboratorio que dice fueron requisados por militares para censurar lo que podría ser el descubrimiento del milenio: energía libre o energía de punto cero (que está relacionado con el Efecto Casimir), dice en su favor que ha demostrado sus experimentos frente a científicos y militares de todo el mundo pero hasta ahora ninguno de ellos ha salido en su defensa.  